# Pheidole ambonensis
Pheidole ambonensis is een mierensoort uit de onderfamilie van de Myrmicinae. De wetenschappelijke naam van de soort is voor het eerst geldig gepubliceerd in 1930 door Karavaiev.